# チャンス (漫画)
『チャンス』は、里見桂による日本の漫画作品。

## 概要
『週刊少年サンデー増刊号』（小学館）1981年10月号から1985年1月号に隔号連載された。
アメリカン・ドリームをつかむために渡米した日本人主人公が、プロのスタントマンとして命を賭けて撮影に挑む。

## あらすじ
日本人のリュウ・ヒダカは渡米し、プロのスタントマンとして数々の映画に出演してきた。
ひょんなことから知り合い、居候同然となったエリー。撮影事故で亡くなった友人。往年のスタントマンを祖父に一家でスタントを行う一族。
文字通りに命懸けで映画に打ち込んできたリュウにスタントマンではなく、表の主役としての話が舞い込んでくる。本人演技による生死をかけたリアルなアクションで映画は世界的な大ヒットを迎える。インタビューでこれまで関わった作品の中で最高傑作は何だったかと問われたリュウは「Next One !」と答えるのであった。

## 主な登場人物
リュウ・ヒダカ
飛鷹竜。渡米してプロのスタントマンを務め、各種アクション映画に出演する日本人の青年。トレーラーハウスを住居にしており、ロケ地まで移動する。
エリー・シュローダ
ブロードウェイでステージに立つことを夢見るダンサーの卵。リュウと知り合い、リュウのマネージメントのようなこともする。
最終話で表舞台に立つリュウと結ばれた。

## 書籍情報
少年サンデーコミックスより全4巻。
1. 1983年5月1日 ISBN 9784091210012
2. 1983年9月15日 ISBN 9784091210029
3. 1984年7月1日 ISBN 9784091210036
4. 1985年4月15日 ISBN 9784091210043